# Benny Jamz
Benjamin Jacob Small Heyn-Johnsen (født 22. august 1993), også kendt som Benny Jamz eller Højer Øye, er en dansk-jamaicansk rapper og producer. Han er med i rapgruppen B.O.C. og har været med i Molotov Movement.
Han udgav i 2014 albummet Brænd System med numre som f.eks. "Brænd System feat. Gilli" og "Dumme". I forhold til hans tidligere udgivelser var det album præget af politik og samfundskritik. Han udgav albummet under sit andet kunstnernavn, "Højer Øye", som han anvender, når han rapper på dansk.[kilde mangler]
Oprindeligt rappede han på engelsk, men da han hørte andre danske rappere som f.eks. Gilli, Mellemfingamuzik og Kesi, blev han inspireret til at bruge det danske sprog i højere grad.[kilde mangler]
Foruden at rappe har han haft en birolle i filmen Ækte Vare.
Benny Jamz blev i juni 2022 i Københavns Byret dømt tre måneders ubetinget fængsel for grov vold, da han tilbage i november året før slog en dørmand i hovedet med en flaske.

## Diskografi

### Album
| Titel                                                | Albumdetaljer                                                          | Højeste placering | Certificering | Som        |
| Titel                                                | Albumdetaljer                                                          | DEN               | Certificering | Som        |
| ---------------------------------------------------- | ---------------------------------------------------------------------- | ----------------- | ------------- | ---------- |
| Brænd System                                         | - Udgivet: 2014 - Selskab: - Format: stream/download                   | –                 |               | Høyer Øye  |
| 1010                                                 | - Udgivet: 1. januar 2020 - Selskab: Mxiii / Disco:wax / Sony Music    | 1                 | Platin        | Benny Jamz |
| Mere end musik (Benny Jamz, Gilli, Kesi feat. B.O.C) | - Udgivet: 18. juni 2021 - Selskab: MXIII & disco:wax                  | 1                 | 4×Platin      | Benny Jamz |
| JAMO                                                 | - Udgivet: 14. juli 2022 - Selskab: MXIII & Universal Music (Denmark)  | 1                 | Platin        | Benny Jamz |
| Ny Sejr                                              | - Udgivet: 4. maj 2023 - Selskab: MXIII & Universal Music (Denmark)    | 1                 | Platin        | Benny Jamz |
| KENNY (Benny Jamz & Gilli)                           | - Udgivet: 21. juni 2024 - Selskab: MXIII og Universal Music (Denmark) | 1                 | Platin        | Benny Jamz |